# 선정전
창덕궁 선정전(昌德宮 宣政殿)은 평상시 임금이 신하와 일상업무를 논하던 편전이다. 1985년 1월 8일 대한민국의 보물 제814호로 지정되었다.
일반적으로 궁궐의 편전은 경복궁의 사정전과 같이 정전의 뒤에 위치하지만, 선정전은 창덕궁의 지세에 따라 정전인 인정전의 동쪽 뒤에 위치해 있다. 태종 5년 창건 당시 이름은 조계청이었으나 세조 7년에 궁궐 건물들의 이름을 바꿀 때 선정전으로 고쳤다. 임진왜란 때 소실된 것을 광해군 원년에 복구하였으나, 인조반정 때 다시 화재를 당하여 인조 25년에 재건하였다. 이 건물은 광해군이 인왕산 아래에 새로 지었던 인경궁의 광정전을 철거한 재목을 이용하였으며, 이때의 모습이 현존하고 있다.

## 참고자료
- 선정전 - 국가유산청 국가유산포털

 본 문서에는 서울특별시에서 지식공유 프로젝트를 통해 퍼블릭 도메인으로 공개한 저작물을 기초로 작성된 내용이 포함되어 있습니다.